# 金沢東警察署
金沢東警察署（かなざわひがしけいさつしょ）は、石川県警察が管轄する警察署のひとつである。

## 所在地
- 石川県金沢市元町二丁目15番1号

## 管轄区域
- 金沢市の一部
  - 管轄地域の詳細は公式サイトを参照。主に金沢市北部・東部（金沢駅・武蔵ヶ辻周辺など）が管轄となっている。

## 組織
- 警務課
  - 警務第一係、警務第二係、警察安全相談係
- 留置管理課
  - 留置管理係、看守係
- 会計課
  - 会計係
- 生活安全課
  - 生活安全係、営業保安係、少年係、特犯係
- 地域課
  - 企画指導第一係、企画指導第二係、機動警ら第一係、機動警ら第二係、機動警ら第三係
- 刑事第一課
  - 刑事総務係、統計係、強行第一係、強行第二係、盗犯第一係、盗犯第二係、性犯罪捜査係、鑑識係
- 刑事第二課
  - 知能係、告訴係、組織犯罪対策第一係、組織犯罪対策第二係
- 交通第一課
  - 企画係、交通安全教育係、規制係
- 交通第二課
  - 交通事故・指導総括係、指導取締係、交通事故・指導第一係、交通事故・指導第ニ係、交通事故・指導第三係、交通事故・指導第四係
- 警備課
  - 警備第一係、警備第二係、警備第三係

## 交番
2025年時点、（）内は所在地。
- 金沢駅前交番（金沢市木ノ新保町2番1号）
- 中橋交番（金沢市長田町3番6号）
- 元車交番（金沢市長土塀2丁目1番1号）
- 武蔵ケ辻交番（金沢市安江町15番14号）
- 浅野川大橋交番（金沢市東山1丁目1番2号）
- 森山交番（金沢市元町1丁目4番17号）
- 小坂町交番（金沢市小坂町中七70番地）
- 北安江交番（金沢市北安江2丁目24番40号）
- 問屋町交番（金沢市問屋町1丁目54番地）
- 金沢北部交番（金沢市吉原町ロ34番地1）
- 千木町交番（金沢市千木町ワ30番地1）
- 大浦交番（金沢市木越町レ15番地1）

## 駐在所
2025年時点、（）内は所在地。
- 八田駐在所（金沢市八田町西48番地3）
- 宮野駐在所（金沢市宮野町ト38番地の1）

## 主な出来事
- 1967年9月24日 - 暴力団組長を公務執行妨害などで逮捕し、署内で取り調べを行っていたところ、暴力団組員が警察署内へ押しかけて組長を奪い去った。後に組長、組員らは逮捕されている[2]。